# 郭尚勳
郭尚勳（韓語：곽상훈，1896年10月21日—1980年1月19日）號三然，是韓國政治人物，第二共和國時期曾暫任代理總統。早年於慶尚工業學校就讀，之後前往仁川發展。
1948年代表仁川成為首屆國會議員。之後由第2屆至第5屆國會都擔任議員。1960年5月2日至1960年6月23日擔任韓國國會議長。1960年4月19日，韓國爆發419革命，原總統李承晚落台並逃往夏威夷，並由外務部長官許政暫代總統權行。6月15日，國會通過《內閣責任制改憲案》期間，通過在審議新憲法期間，賦于國會議長郭尙勳暫時代行總統職務的權力，由6月17日開始，直至6月22日審議完畢，才交回原代總統許政繼續，並從政壇引退。因此，郭尚勳成為了韓國歷代任期最短的代總統。
1972年，郭尚勳回到政壇，並當選成為統一主體國民會議的成員。
1979年，郭尚勳於家中去世，韓國政府為其舉行社會葬，將其安葬於國立首爾顯忠院。